# Beriozka
 (septembre 2019).
Si vous disposez d'ouvrages ou d'articles de référence ou si vous connaissez des sites web de qualité traitant du thème abordé ici, merci de compléter l'article en donnant les références utiles à sa vérifiabilité et en les liant à la section « Notes et références ».

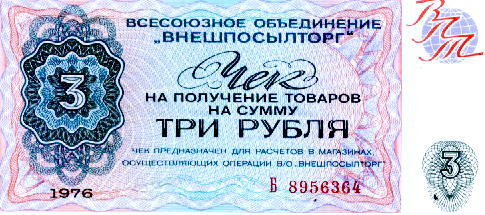
Exemple de bon Vneshposyltorg destiné au payement dans les magasins Beryozka.

Beriozka, ou Beryezka (Russe: Берёзка, littéralement petit bouleau) était une chaîne de magasins de la Russie soviétique, destinée aux hauts fonctionnaires, aux touristes étrangers, et ultérieurement à tout citoyen soviétique ayant les moyens, qui vendait des biens généralement indisponibles contre des devises fortes.

## Principe
La Vneshposyltorg était une organisation chargée d'importer des biens depuis les pays extérieurs au bloc de l'Est, en majorité destinés aux Beriozka.
Certains citoyens soviétiques bénéficiaient de revenus en devises, qui étaient convertis en bons Vneshposyltor. Ces bons permettaient d'acheter des produits dans les magasins Beriozka.
Les citoyens soviétiques ayant interdiction de posséder des devises étrangères, les Beriozka ne leur étaient pas destinés. Seuls les hauts fonctionnaires et membres importants du parti communiste y étaient autorisés.
Les touristes étant eux autorisés à posséder des devises, de nombreuses beriozkas se sont mutées en sortes de magasins de souvenirs, et représentaient un moyen pour l'Etat d'acquérir des devises.
Certaines denrées importées n'étant disponibles que dans les beriozkas, il était d'usage dans les grandes villes de demander à un touriste ou un citoyen étranger d'acheter un produit.
Dans les pays de l'ancien bloc de l'Est, des systèmes similaires existaient, comme les Intershops en République démocratique allemande , où il était possible de payer en monnaies fortes (dollars U.S., livres sterling, marks ouest-allemand) ou les magasins PEWEX en République populaire polonaise où les règlements se faisaient également dans les mêmes monnaies. 

## Histoire
Les premiers magasins Beriozka ouvrent en 1964, succédant aux anciens magasins Torgsin, créés vers 1930, au fonctionnement similaire. À partir de 1992, avec l'écroulement de l' ex-Union Soviétique et la libre conversion du rouble, ces magasins deviennent obsolètes. Ils sont privatisés après 1995  et ferment pour la plupart, en raison de leur manque de rentabilité et de compétitivité.

## Après l'invasion de l' Ukraine par la Russie le 24 février 2022
À la suite des sanctions contre la Russie, des boutiques similaires aux Beriozka sont ouverts depuis le 27 août 2022, en application du décret pris par le Premier ministre russe le 26 juillet. Elles permettent de procéder au contournement des sanctions mises en place par les pays de l'OCDE et proposent des produits occidentaux, aux diplomates et aux employés d'organisations internationales  et à leurs familles. Les paiements doivent être fait en dollars U.S ou en euros,.